# ジェームズ・ハリントン

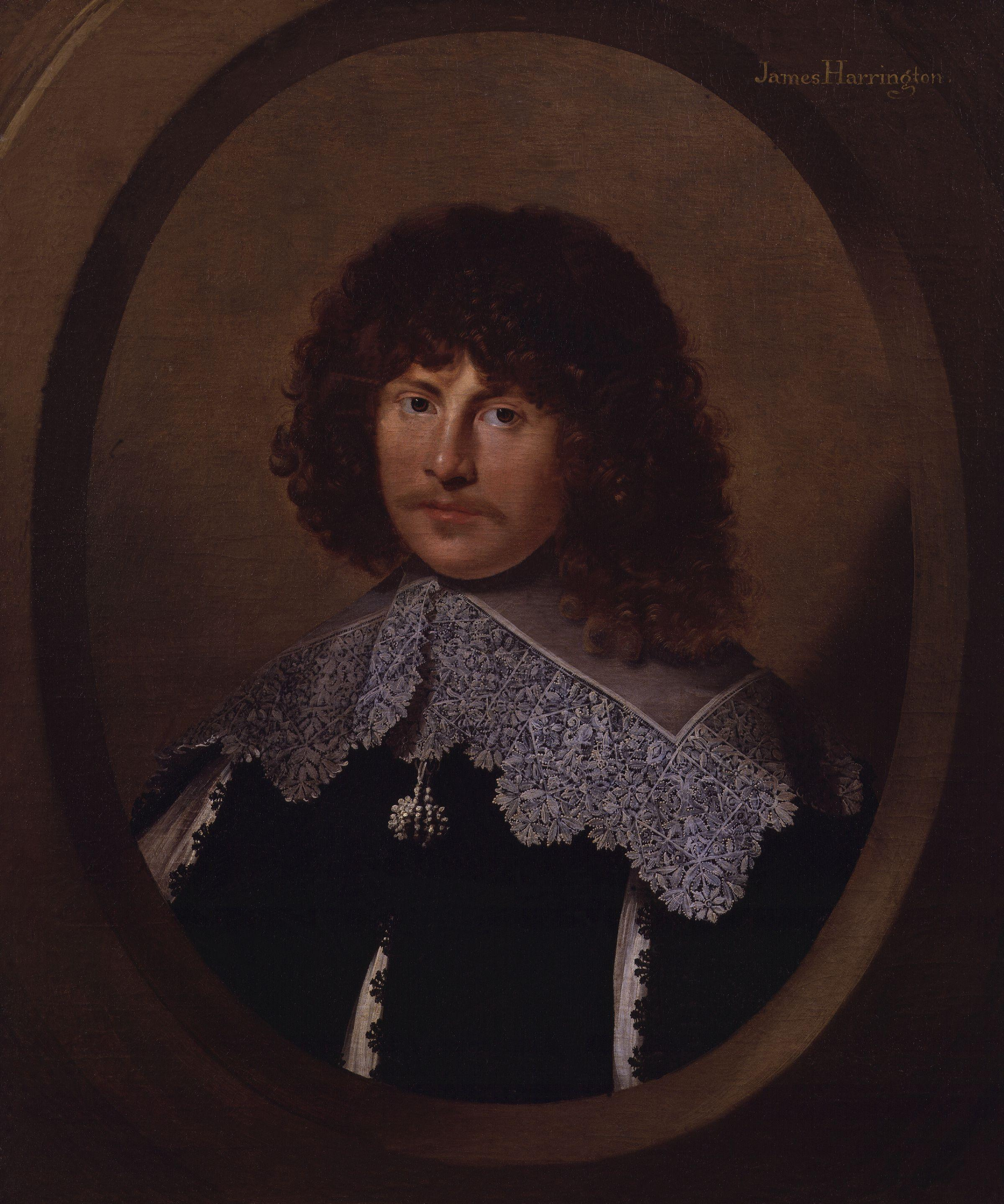
ジェームズ・ハリントンを描いた油絵（1635年頃）

ジェームズ・ハリントン（英: James Harrington, またはrが1つのHarington, 1611年1月3日 - 1677年9月11日）は、清教徒革命（イングランド内戦）から王政復古期のイングランドの古典的共和主義 (classical republicanism) 思想の政治哲学者。1656年に著した共和国論『オセアナ』が有名。

## 生涯
ジェームズ・ハリントンは1611年、サプコテス・ハリントン（Sapcote(s) Harrington）とジェーン（Jane Samwell or Samuell）夫妻の子としてノーサンプトンシャーのアプトンに生まれた。1615年に死んだ初代エクストンのハリントン男爵ジョン・ハリントンは大伯父にあたる。
1629年、オックスフォード大学トリニティ・カレッジに特別自費生（gentleman commoner）として入学。同年、在学中に父が死去しており、2年後の1631年に学位をとらずに退学、死んだ父の遺産でヨーロッパ大陸へと渡った。ハリントンは一時ドイツ義勇軍に入り、その後オランダ、デンマーク、ドイツ、フランス、イタリアへと旅を続けた。旅の際、教皇の足への口づけを拒んだり、ヴェネツィアへの旅の際にイタリア共和主義の知識を得たりしていたと言われる。
ハリントンは1636年頃にイングランドへと戻り、国王チャールズ1世の供をして1639年からのスコットランド遠征（主教戦争）に加わった。この戦争は失敗に終わり、それが元で国王は議会（議会派）と対立、第一次イングランド内戦が起こる。1646年に王党派が内戦に敗れた結果国王は議会派に囚われ、イングランド北部のニューカッスル・アポン・タインに拘束されたが、ハリントンの強引な手法でロンドン近くのホールディンビー・ハウス (Holdenby House) に移された。ハリントンは1647年5月に王室執事 (gentleman groom of the royal bedchamber) となった。しかし1648年に第二次イングランド内戦に敗れた国王は再び議会派に捕まり、翌1649年に処刑された。

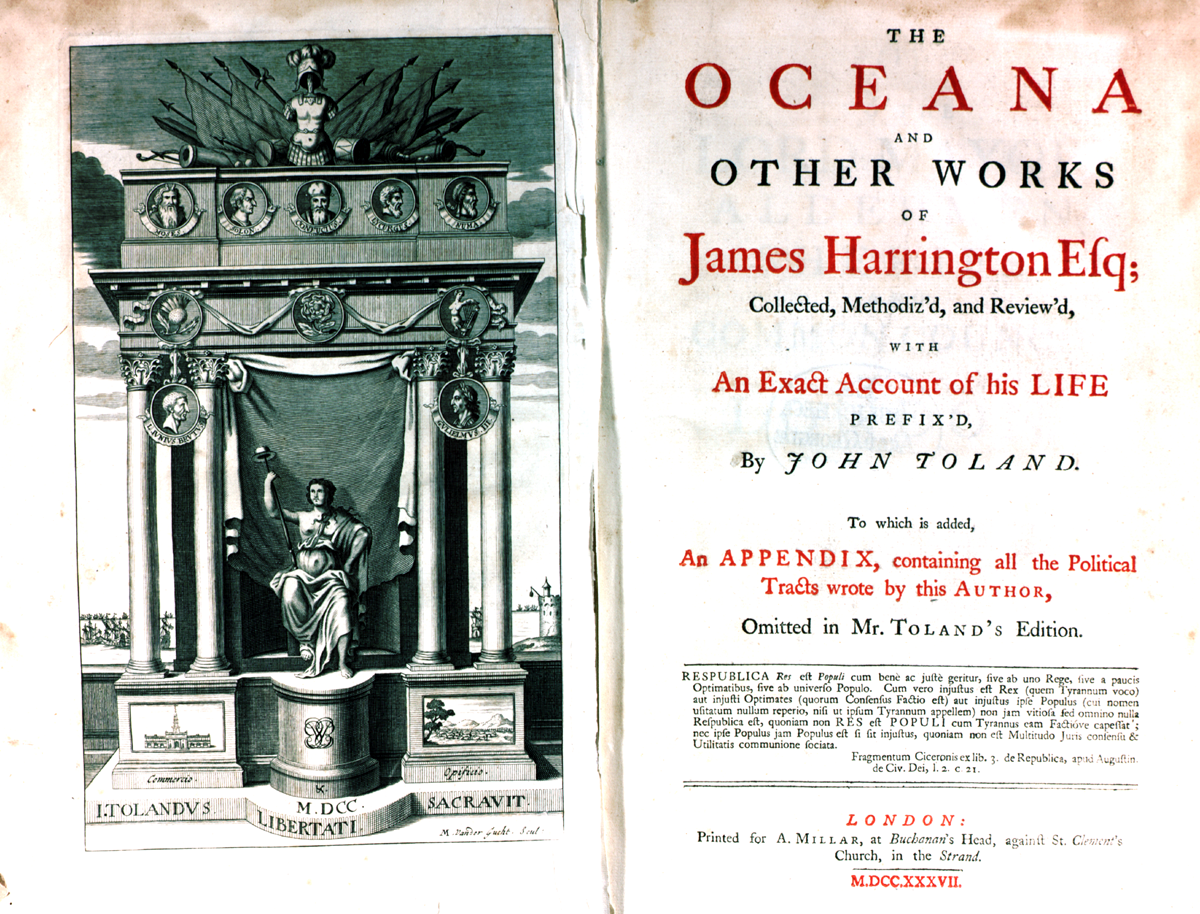
1737年に再出版された『オセアナ』の表紙

チャールズ1世の死後、ハリントンは共和国論『オセアナ』の執筆に没頭する。この作品は一度はイングランド共和国護国卿となっていたオリバー・クロムウェルに没収されたが、クロムウェルの娘でジョン・クレイポール夫人エリザベスのとりなしで返却され、1656年にクロムウェルに捧げる形で出版された。『オセアナ』には、執政官と議員を無記名投票・任期制で選ぶよう述べられており、クロムウェル死後ハリントンらはロータ・クラブと呼ばれる組織を作ってこれを実現するよう運動したが、成功はしなかった。
1658年のクロムウェルの死後、共和制は短期間で終わり、1660年にチャールズ2世が王位に就いて王政復古となる。1661年12月28日にハリントンは逮捕され、まともな裁判も無いままにロンドン塔に幽閉される。これを不当としてハリントンの姉妹らはヘイビアス・コーパス（保護令状）を出すが効果なく、プリマス沿岸のセントニコラス島 (St Nicholas Island) に移された。しばらくしてハリントンは親戚から援助された5000ポンドの保釈金で釈放される。1675年にバッキンガムシャーの貴族の娘と結婚するが、子が無いままその2年後の1677年に死去、ウェストミンスターの聖マーガレット教会に埋葬された。

## 読書案内
- Blitzer, Charles. An Immortal Commonwealth: the Political Thought of James Harrington (Hamden, Conn.: Archon Books, 1970;1960); [ISBN 0-208-00811-X].
- Cotton, James. James Harrington's Political Thought and its Context (New York: Garland Pub., 1991); [ISBN 0-8153-0130-8].
- Dickinson, W. Calvin. James Harrington's Republic (Washington, DC: University Press of America, 1983); [ISBN 0-8191-3019-2].
- Downs, Michael. James Harrington (Boston: Twayne Pubs., 1977); [ISBN 0-8057-6693-6].
- Fukuda, Arihiro, "Sovereignty and the Sword: Harrington, Hobbes, and Mixed Government in the English Civil Wars” (Clarendon Press, 1997) [ISBN 0198206836, ISBN 978-0198206835].
- Pocock, J.G.A. "Interregnum: the Oceana of James Harrington", chapter 6 in Pocock, The Ancient Constitution and the Feudal Law: a Study of English Historical Thought in the Seventeenth Century, a reissue with a retrospect (Cambridge: 1987;1957); [pb: ISBN 0-521-31643-X].
- Pocock,  The Work of J.G.A. Pocock: Harrington section.
- Russell-Smith, Hugh Francis. Harrington and his Oceana; a story of a 17th century Utopia and its influence in America (New York: Octagon Books, 1971); [ISBN 0-374-96996-5].
- Scott, Jonathan. "The Rapture of Motion: James Harrington's Republicanism", in Nicholas Phillipson; Quentin Skinner, eds. Political Discourse in Early Modern Britain (Cambridge: 1993), 139-163; [ISBN 0-521-39242-X].